# Pälsen (Saltvik, Åland)
Pälsen är ett skär i Åland (Finland). Det ligger i Skärgårdshavet och i kommunen Saltvik i landskapet Åland, i den sydvästra delen av landet. Ön ligger omkring 41 kilometer norr om Mariehamn och omkring 280 kilometer väster om Helsingfors.
Öns area är 1,2 hektar och dess största längd är 170 meter i öst-västlig riktning. Trakten är glest befolkad. Närmaste större samhälle är Geta, 10,9 km sydväst om Pälsen.